# Magyar Derby (galopp, 2013)
A Magyar Derby-n, a legrangosabb galopp versenyen -2013-ban- tizenhat ló szerepelt. A verseny összdíjazása az előző évvel azonos volt. A derby-t Róbert Linek nyerte. 2004 és 2006 után harmadszor is diadalmaskodott. Az idomár, Ribárszki Sándornak ötödik, trenírozott lova szerezte meg a legértékesebb galopp trófeát.

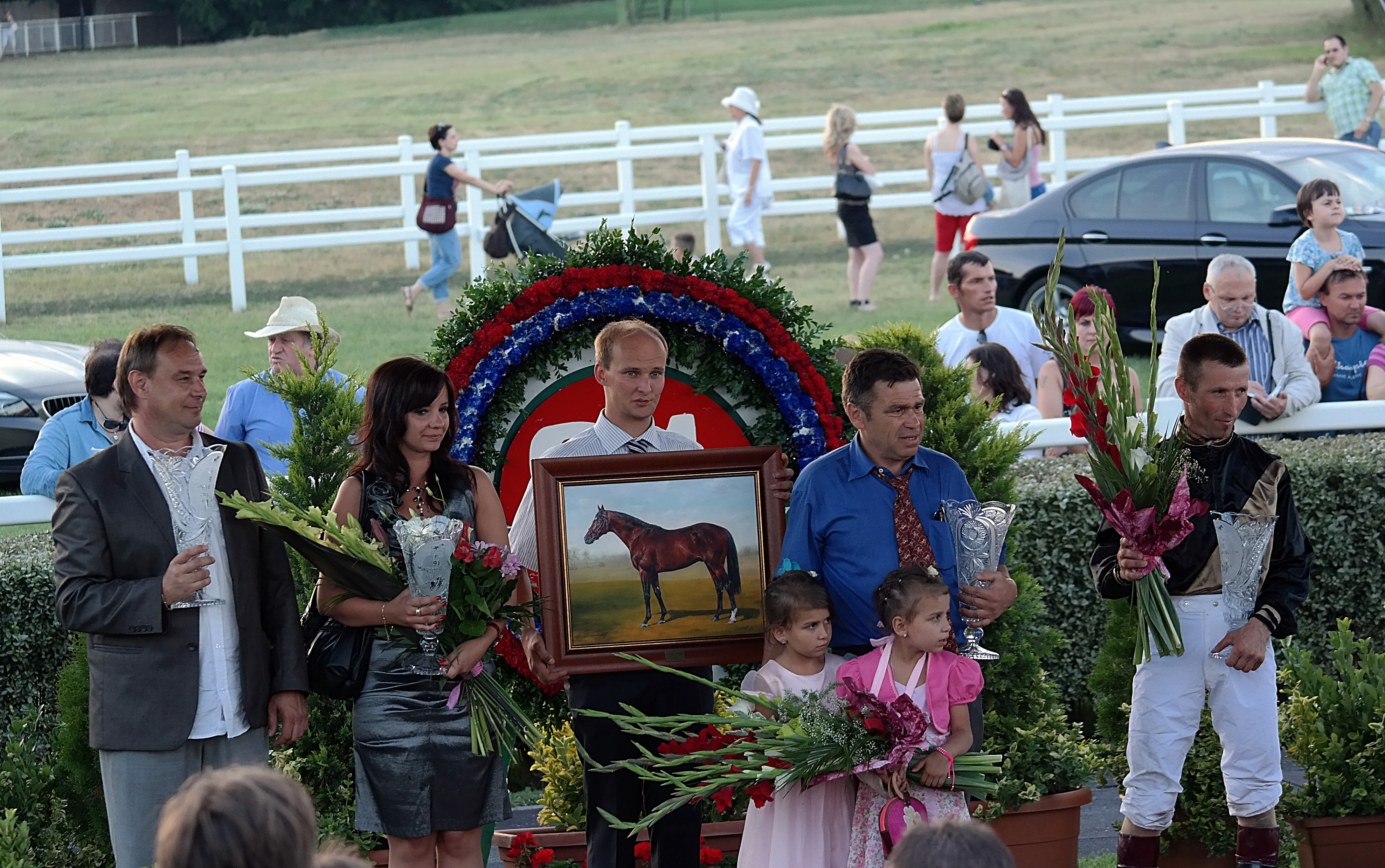

## Díjazás
A verseny összdíjazása: 14 millió forint.
4,2 - 4,2 millió forint prémiumot osztanak szét a legjobb hazai tenyésztésű illetve tulajdonú öt ló között. Tisztelet díjat kap a győztes ló tenyésztője, tulajdonosa, trénere és lovasa is.

## A nevezett lovak
Utólag, további három ló nevezését is elfogadták.
| - (1) Akaba (Lovasa: Stanislav Georgiev) - (2) Cedar (Róbert Sara) - (3) Clouded Vision (Timár Zsuzsa) - (4) Delinda (Fézer Róbert) - (5) Diplomata (Katarina Barborikova) - (6) Havanna (Erwin Dubravka) | - (7) Heliconia (Zdenko Smida - (8) Kansas (Tormási Gyula) - (9) Malibu (ifj.Fejes Lajos) - (10) Mayday (Jaroslav Línek) - (11) Mimir (Nicol Polli) | - (12) Springolina (Tomas Bitala) - (13) Teno (Benjamin Clös) - (14) Alcobaca (Kerekes Károly) - (15) Sabato (Nino Murru) - (16) Esti Csillag (ifj. Kozma István) |

## A startlista

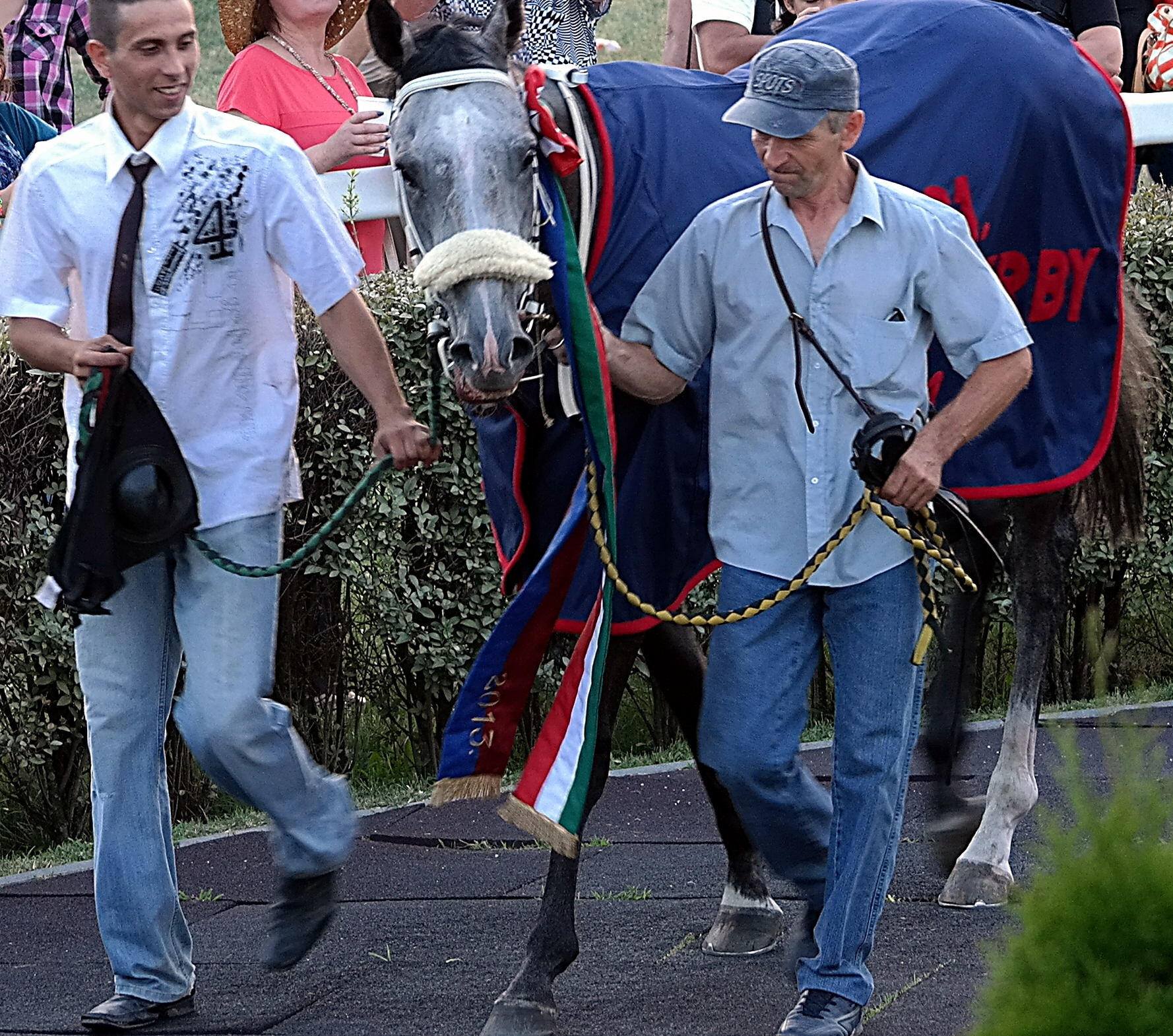
Mayday

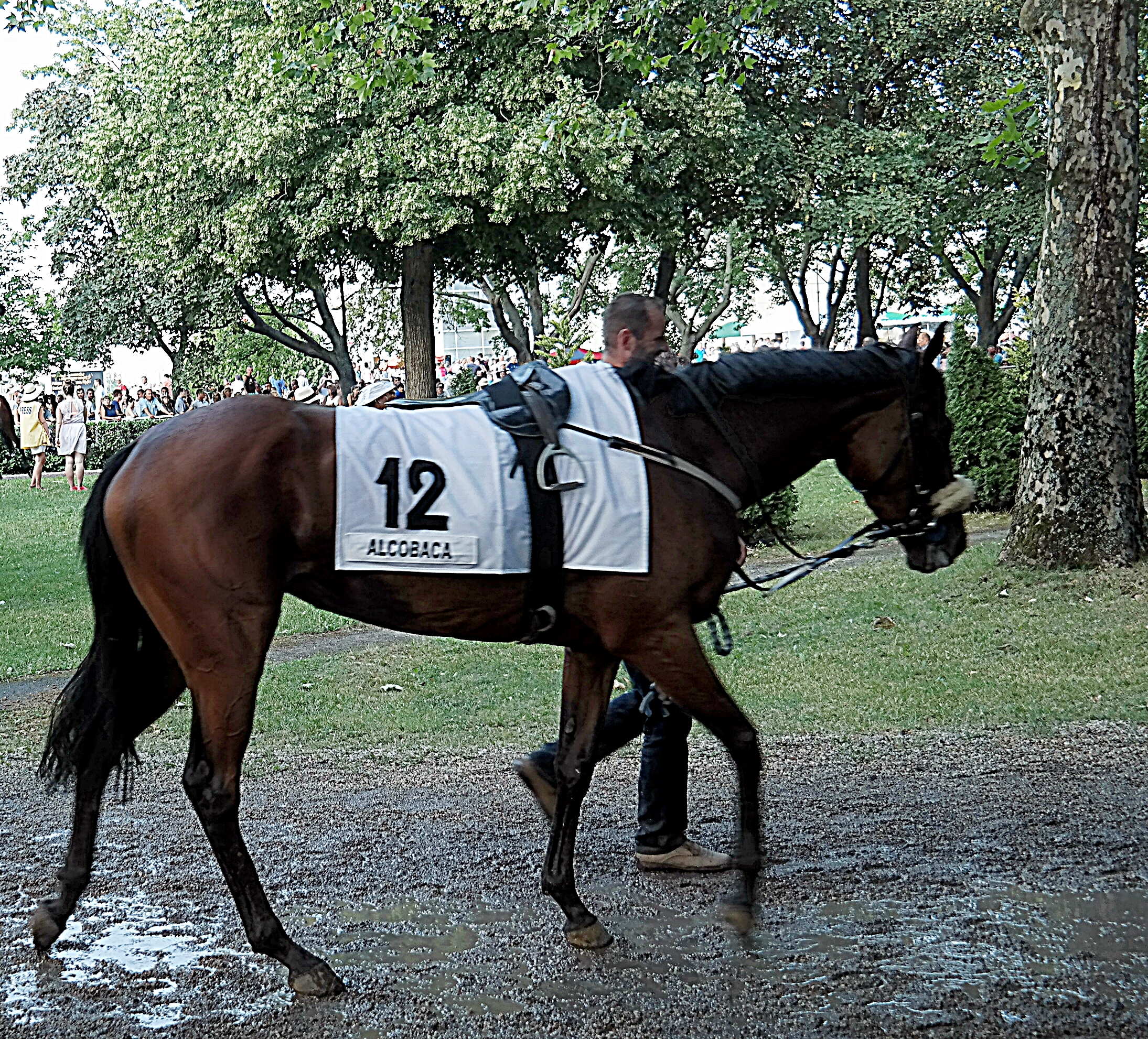
A legjobb kanca: Alcobaca

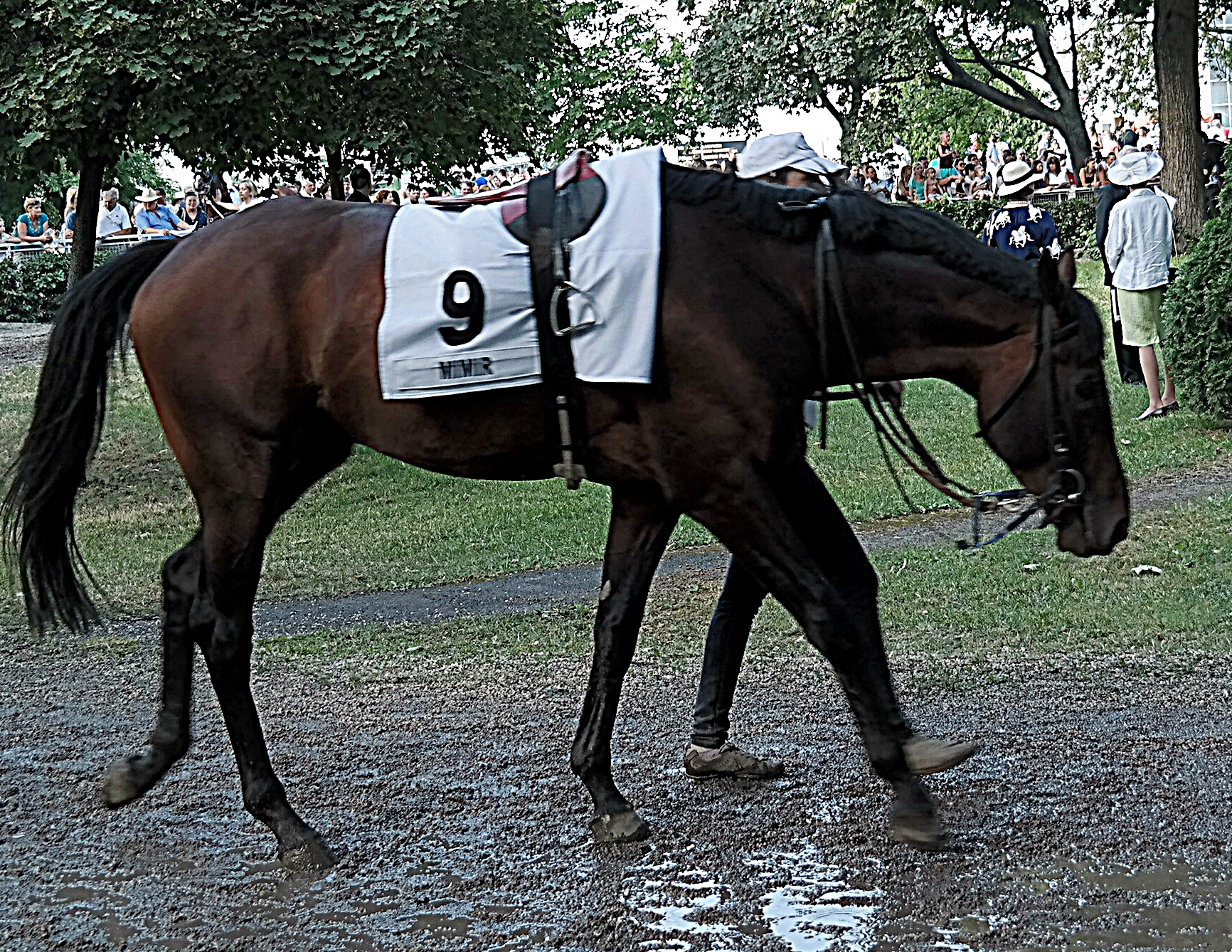
A legjobb magyar tenyésztésű ló: Mimir

A "TURF"-ban közölt -véglegesített- lista, módosított programszámokkal.
- (1) Akaba Pedigree:  - Lovasa: Stanislav Georgiev (Tenyésztő: Gestüt Röttgen; futtató: ESDE BT; Idomár: Kovács Sándor; Pénzdíjak: 2012-67,5 eFt, 2013-2,900 eFt)
- (2) Cedar  - Róbert Sara (De La Heronniere Thierry; MN-Racing SVK; Oto Vakachovic; -, 1500 EUR)
- (3) Clouded Vision  - Timár Zsuzsa (Collin Kennedy; Abbeva Istálló Kft.; Klimscha Albert; 322 GBP, 478 eFt)
- (4) Diplomata  - Katarina Barborikova (*[2] East-Ranch Kft; Székely Károly; 22,5 eFt,; 635,5 eFt)
- (5)  Esti Csillag  - ifj. Kozma István (* Telivér Farm Kft.; Kovács Sándor; 1,6 EUR, 490 eFt)
- (6) Kansas  - Tormási Gyula (* Bábolna Nemzeti Birtok Kft.; Ribárszki Sándor; 580 eFt, 358 eFt)
- (7) Malibu  - ifj.Fejes Lajos  (* Bábolna Nemzeti Birtok Kft.; Csupor Ferenc; 521 eFt, 245,5 eFt)
- (8) Mayday  - Jaroslav Línek (Gestüt Görlsdorf; Czike Zoltán; Ribárszki Sándor; -; 444,5 Eft)
- (9) Mimir  - Nicol Polli (* Telivér Farm Kf.; Kovács Sándor; 22,5 eFT, 575 eFt)
- (10)  Sabato  - Nino Murru (Molnár Orsolya; José Tech Kft; Molnár Orsolya); 225 eFt, 1697 eFt)
- (11) Teno  - Benjamin Clös (SK Krasne Spólka; Miko Racing and Trading Kft.; Jozef Roszival; 448,4 eFt, 762,7 eFt)
- (12)  Alcobaca  - Kerekes Károly (W. Bischoff; Takács Bence; Ribárszki Sándor; 755 eFt, 935 eFt)
- (13) Delinda  Archiválva 2016. március 4-i dátummal a Wayback Machine-ben - Fézer Róbert (* Bábolna Nemzeti Birtok Kft.; Németh Ildikó; 897,5 eFt, 830 eFt)
- (14) Havanna  Erwin Dubravka (Platation Stud;D. Megyery Csaba; Zala Csaba; 1063 eFt, 1684 eFt)
- (15) Heliconia  - Zdenko Smida (Miss K. Rausing; Álmodó Tanácsadó Kft,; Jozef Roszival; 409 GBP, 1584 eFt)
- (16) Springolina  - Tomas Bitala (Dr, J, Eubel; Black Stallion Racing Kft.; Jozef Roszival; 2433,5 eFt, 761,4 eFt)

## Esélylatolgatások
- Turf: (1) Akaba; (15) Heliconia; (10) Sabato; (8) Mayday; (12) Alcobaca; (14) Havanna
- Fortuna Web: (15) Heliconia; (1) Akaba; (12) Alcobaca; (10) Sabato; (13) Delinda; (8) Mayday

## A verseny
Zsúfolt lelátók előtt, napsütésben (31 fok), lassú iramban indult a verseny, az első négyszáz méter után biztosra lehetett venni hogy a 2008-ban felállított derby csúcs (Sunny Sum) nem forog veszélyben. Először Teno vezette a mezőny, majd Malibu állt az élre. Több mint ezer méteren át — több hosszal is — vezetett. A célegyenes előtt Mayday a mezőny elé lépett, fokozatosan növelte előnyét. A versenyt igen könnyen, hat hosszal nyerte meg.

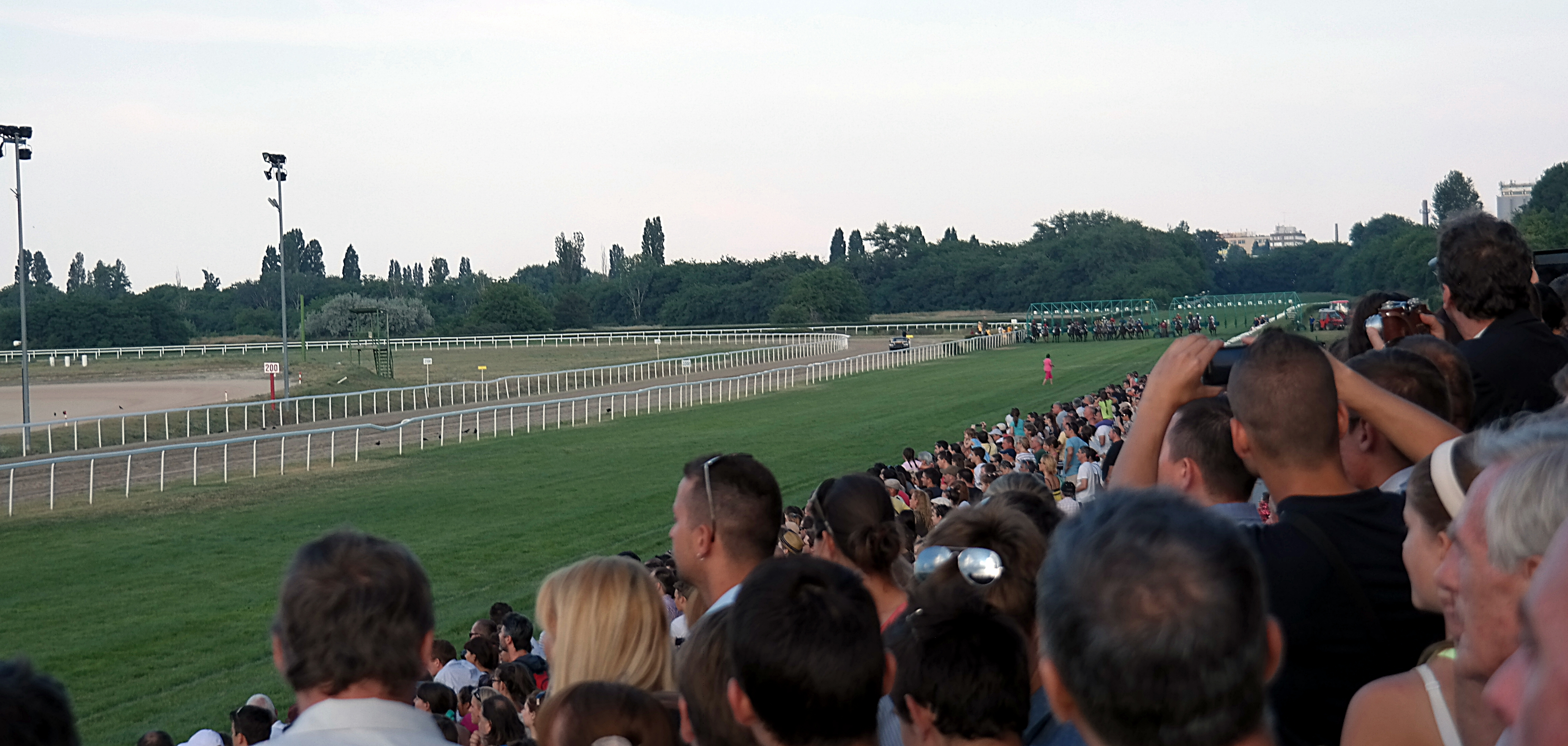
Start után
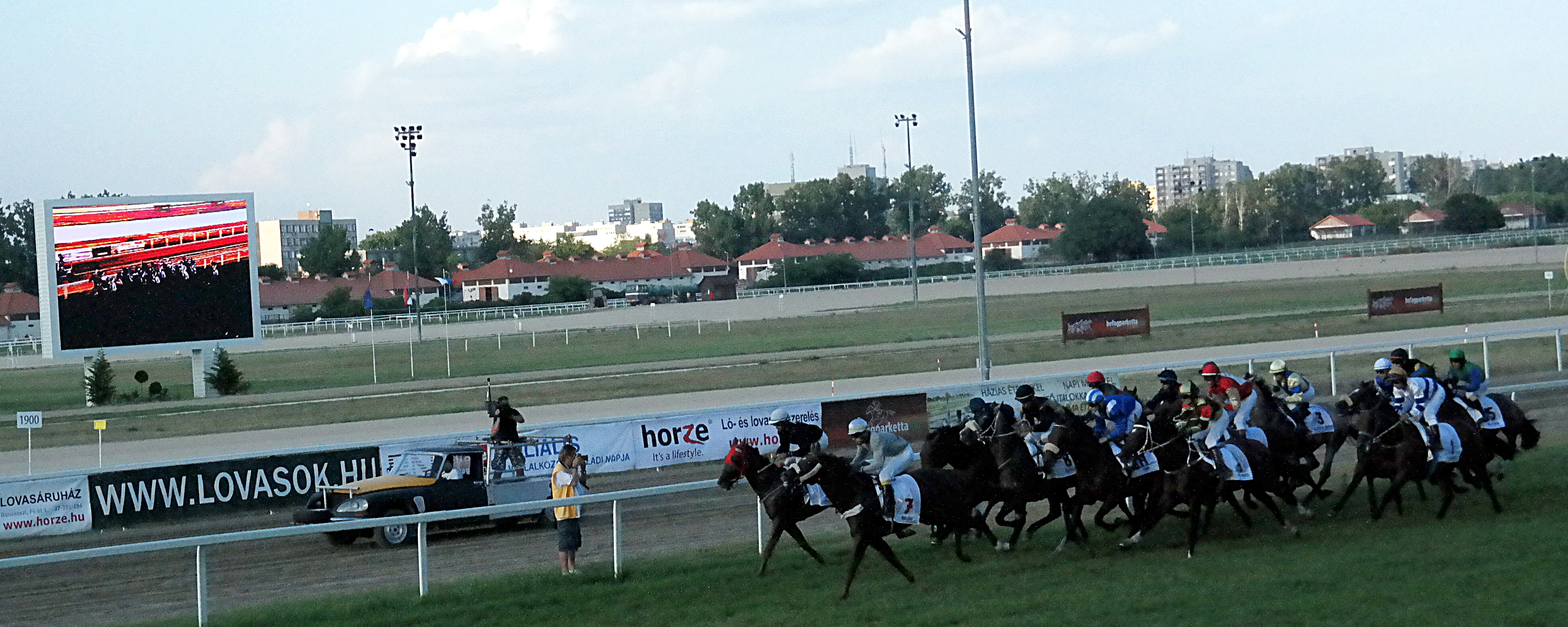
350 méter után még egy bolyban
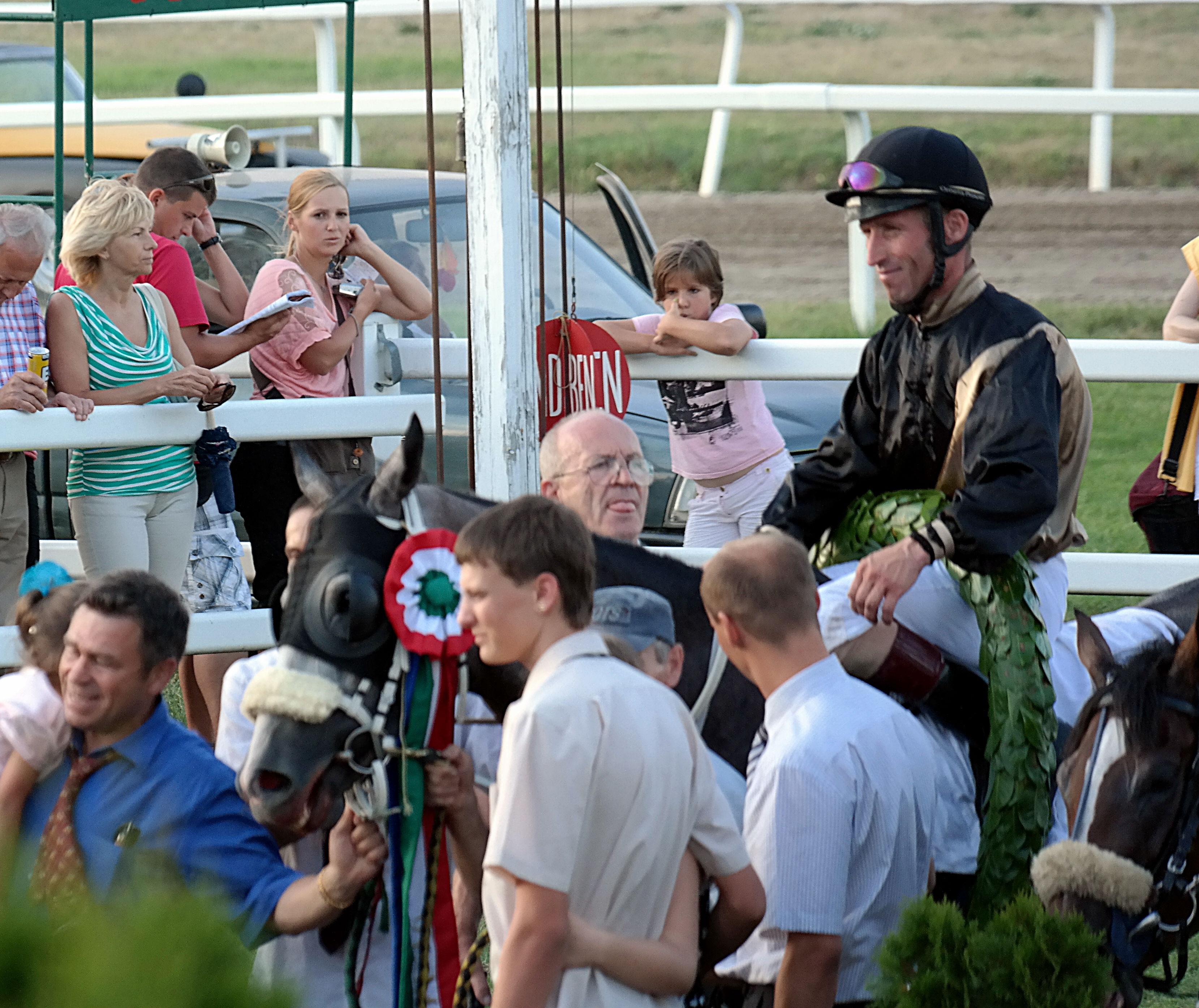
Mayday lovasa: Jaroslav Linek

A befutó
1. Mayday (Lovasa: Jaroslav Línek; Tulajdonos: Czike Zoltán; Idomár: Ribárszki Sándor);)
2. Alcobaca (Kerekes Károly)
3. Akaba (Stanislav Georgiev)
4. Mimir (Nicol Polli))
5. Teno (Benjamin Clös)
6. Heliconia (Zdenko Smida)
A győztes ló ideje2:31:8
Nyeremények
| - Tét: 7,3 (1 forintra jutó szorzó) - Hely (500 ezer forint jackpot) - ((8) 3,7 - (12) 4 - (1) 2 - Befutó 75,5 - Hármas befutó: 305,9 | - Multi - (8-12-1-9) 262,5 - (8-12-1-9-x) 52,5 - (8-12-1-9-x-x) 17,5 - (8-12-1-9-x-x-x) 7,5 |

A futam összforgalma: 7.484,400 Ft. (Az előző évben: 4,7 millió forint)

## Érdekességek
- Három, korábban derby-t nyerő idomár (Jozef Roszival, Kovács Sándor, Ribárszki Sándor) három trenírozott lováért is izgulhatott.
- Kovács Sándor két alkalommal, lovasként is derby győztes volt.
- A lovasok közül -a korábbi években- derby győztes volt: Tormási Gyula, Jaroslav Línek, Nino Murru Kerekes Károly és Zdenko Smida.

## A derby nap

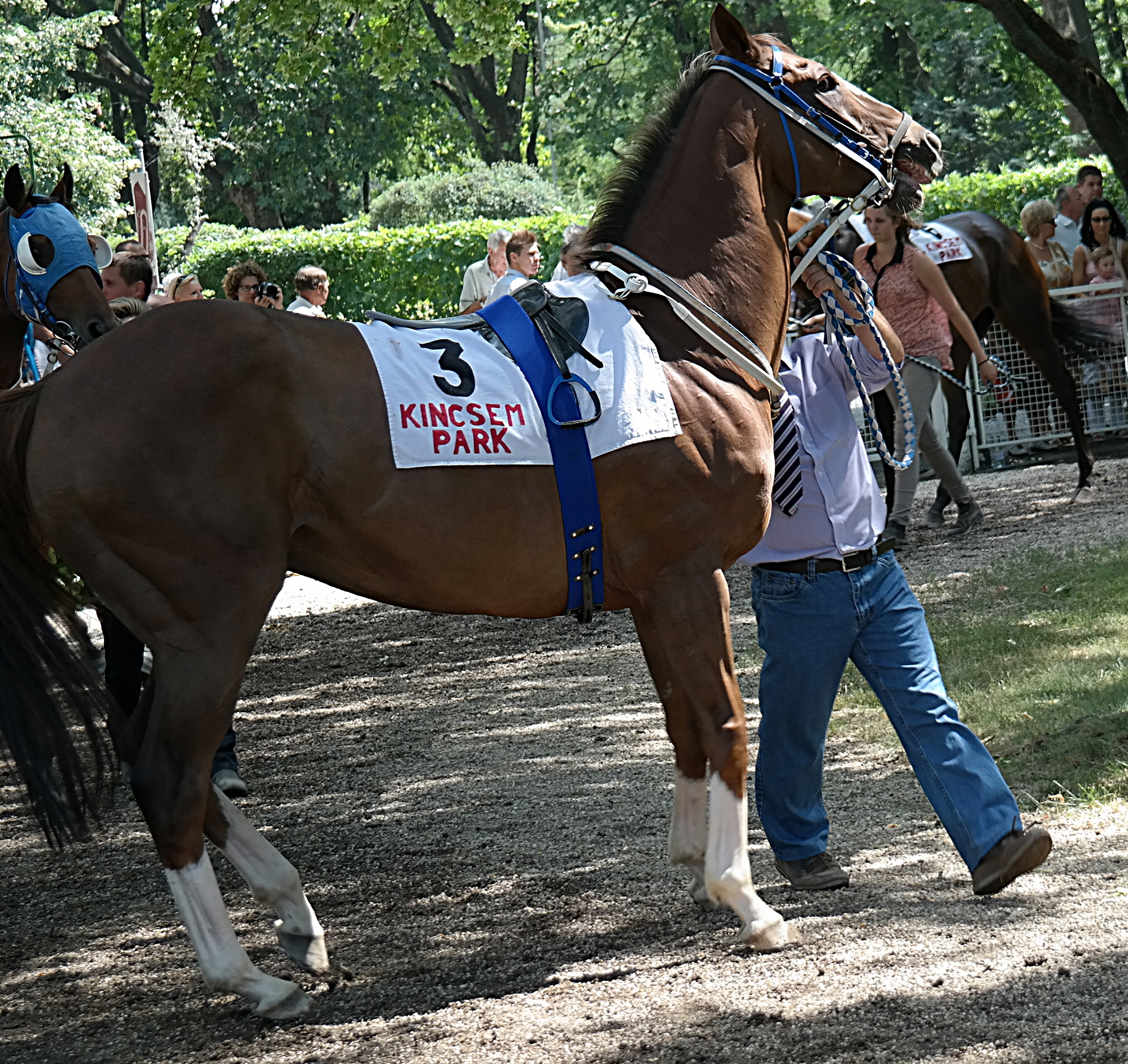
Városbíró,
a derby nap legidősebb, 11 éves indulója.

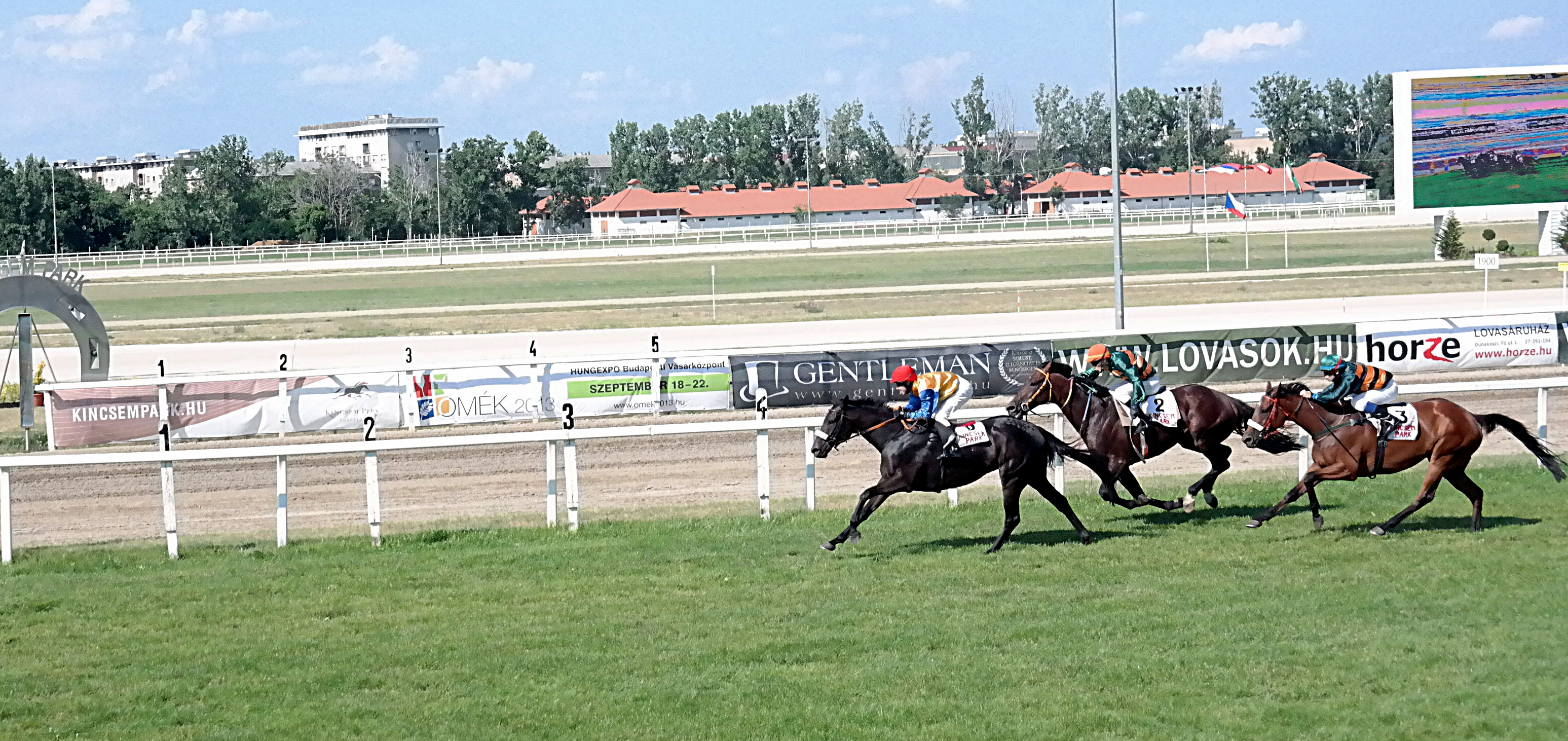
Cél előtt az 5. futam, első-három helyezettje

A leglátogatottabb versenynapon több, magas díjazású rangos futamot rendeztek. Többek között:
- BEFAG - Flandorffer Tamás emlékverseny (I. kategória; Össz. díjazás: 1,08 millió forint; 1200 méter ) Az indulók között szerepelt a derby nap legidősebb (11 éves) lova, Városbíró is.
- Gentleman Magazin - Buccaneer díj (Elit kategória; 1, 3 millió forint; 1600 méter)
- OMÉK - Vidékfejlesztési miniszter díja (Elit kategória; 1,235 millió forint; 2800 méter)

A derby nap összforgalma: 24.167,850 Ft (Az előző évben: 19.720,594 Ft)